# Jasmina Šuler-Galos
Jasmina Šuler-Galos (ur. 1961 w Kranju) – tłumaczka literatury polskiej na język słoweński.

## Życiorys
W 1984 roku ukończyła studia na Uniwersytecie w Lublanie. Od 1984 roku pracuje w Polsce jako lektor języka słoweńskiego, najpierw na Uniwersytecie Jagiellońskim w Krakowie, a od 1993 roku na Uniwersytecie Warszawskim. Obecnie pracuje w Zakładzie Języków i Kultur Słowiańskich Instytutu Slawistyki Zachodniej i Południowej UW. Ukończyła studia podyplomowe: wiedza o kulturze (2003), wiedza o polszczyźnie (2009) i filozofia (2012). W 2010 roku obroniła na Uniwersytecie w Lublanie pracę doktorską Poljski in slovenski roman po letu 1989: uvajanje novega slovarja in ustvarjanje novih svetoverstecie.

## Tłumaczenia
- Zbigniew Herbert Barbar v vrtu: izbrani eseji Lubliana Študentska založba, 2003 (z Janą Unuk)[2]
- Olga Tokarczuk Pravek in drugi časi Maribor Študentska založba Litera, 2005[2]
- Paweł Huelle Castorp Maribor Študentska založba Litera, 2007[2]
- Andrzej Bart Tovarna muholovk Maribor Litera, 2010[2]

## Nagrody
- 2022: Nagroda za rok 2021 Wydziału Filozoficznego Uniwersytetu w Lublanie za całokształt twórczości[3][4]